# Choumala choui
Choumala choui är en skalbaggsart som beskrevs av Kobayashi 2008. Choumala choui ingår i släktet Choumala och familjen Rutelidae. Inga underarter finns listade i Catalogue of Life.